# Carabus finitimus
Carabus finitimus es una especie de insecto adéfago del género Carabus, familia Carabidae. Fue descrita científicamente por Haldeman en 1852.
Habita en los Estados Unidos (Oklahoma, Texas), también en Fort Gates y Coryell County. Se le puede encontrar en sitios como bosques.